# Euryproctus petiolatus
Euryproctus petiolatus är en stekelart som beskrevs av Davis 1897. Euryproctus petiolatus ingår i släktet Euryproctus och familjen brokparasitsteklar. Inga underarter finns listade i Catalogue of Life.